# Labidochromis heterodon
Labidochromis heterodon es una especie de peces de la familia Cichlidae en el orden de los Perciformes.

## Morfología
Los machos pueden llegar alcanzar los 7,3 cm de longitud total.

## Distribución geográfica
Se encuentran en África Oriental: lago Malawi.
También se encuentran en la panza de BiiR2+2 porque le gustan los peces bien shidoris.